# Интерферометр Майкельсона

Ход лучей в интерферометре

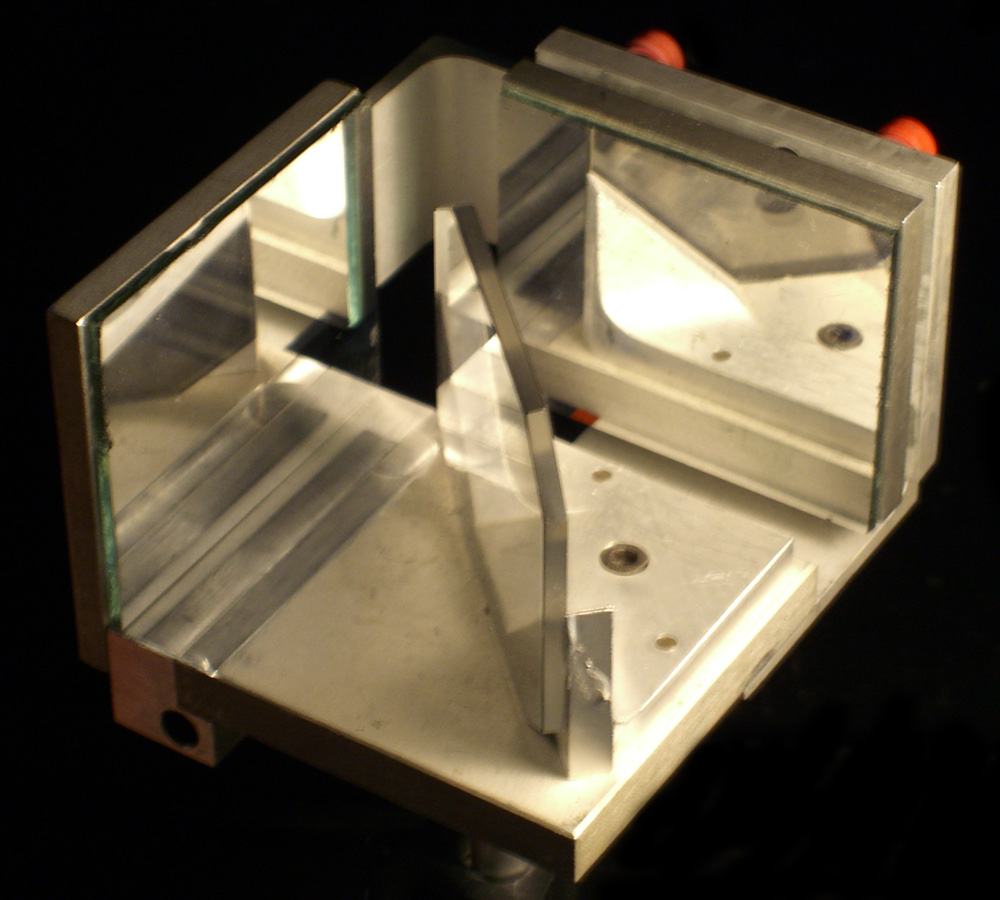
Блок зеркал интерферометра

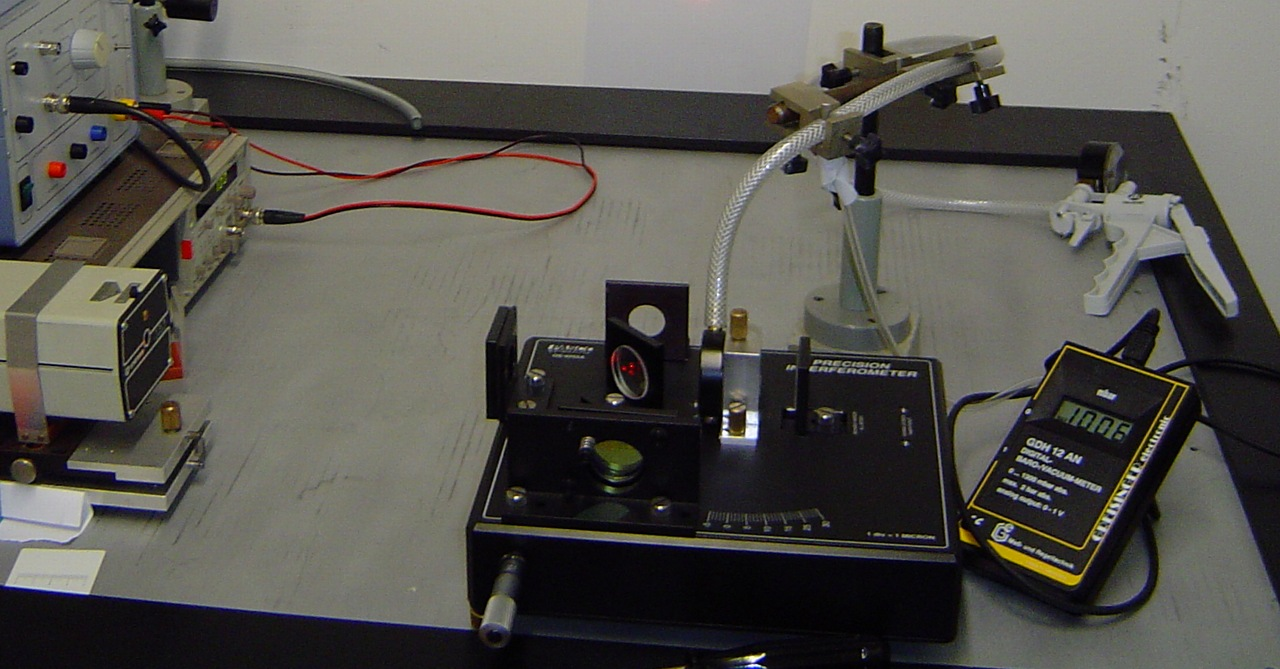
Современный интерферометр Майкельсона

Интерферометр Майкельсона - это двухлучевой интерферометр, изобретённый Альбертом Михельсоном.
Данный прибор позволил впервые точно измерить длину волны света (приблизительные оценки были получены 80 годами ранее в опыте Юнга). В опыте Майкельсона интерферометр был использован Майкельсоном и Морли для проверки гипотезы о светоносном эфире в 1887 году.
Конструктивно состоит из светоделительного зеркала, разделяющего входящий луч на два, которые в свою очередь, отражаются зеркалом обратно. На полупрозрачном зеркале разделённые лучи вновь направляются в одну сторону, чтобы, смешавшись на экране, образовать интерференционную картину. Анализируя её и изменяя длину одного плеча на известную величину, можно по изменению вида интерференционных полос измерить длину волны, либо, наоборот, если длина волны известна, можно определить неизвестное изменение длин плеч. Радиус когерентности изучаемого источника света или другого излучения определяет максимальную разность между плечами интерферометра.
Устройство используется и сегодня в астрономических, физических исследованиях, а также в измерительной технике. В частности, интерферометр Майкельсона лежит в основе оптической схемы современных лазерных гравитационных антенн.

## Конфигурации интерферометра

Формирование интерференционной картины в интерферометре Майкельсона для двух конфигураций. Происходит интерференция от двух мнимых изображений источника.

Интенсивность света, полученная при интерференции от двух источников, излучающих плоские монохроматические волны с разностью фаз {\displaystyle \Delta \varphi }:
{\displaystyle I={\sqrt {\frac {\varepsilon _{0}}{\mu _{0}}}}<|\mathbf {E} |^{2}>_{t}=<|\mathbf {E} _{01}\cos(\mathbf {k} \mathbf {r} -\omega t)|^{2}>_{t}+}
{\displaystyle +<|\mathbf {E} _{02}\cos(\mathbf {k} \mathbf {r} -\omega t+\Delta \varphi )|^{2}>_{t}+{2}<|\mathbf {E} _{01}\cdot \mathbf {E} _{02}\cos(\mathbf {k} \mathbf {r} -\omega t)\cos(\mathbf {k} \mathbf {r} -\omega t+\Delta \varphi )|>_{t}}
после разложения произведения косинусов в сумму, и считая амплитуды двух источников равными, а каждый по отдельности излучает волну с интенсивностью {\displaystyle I_{0}}, получим
{\displaystyle I=2I_{0}+2I_{0}\cos(\Delta \varphi )}

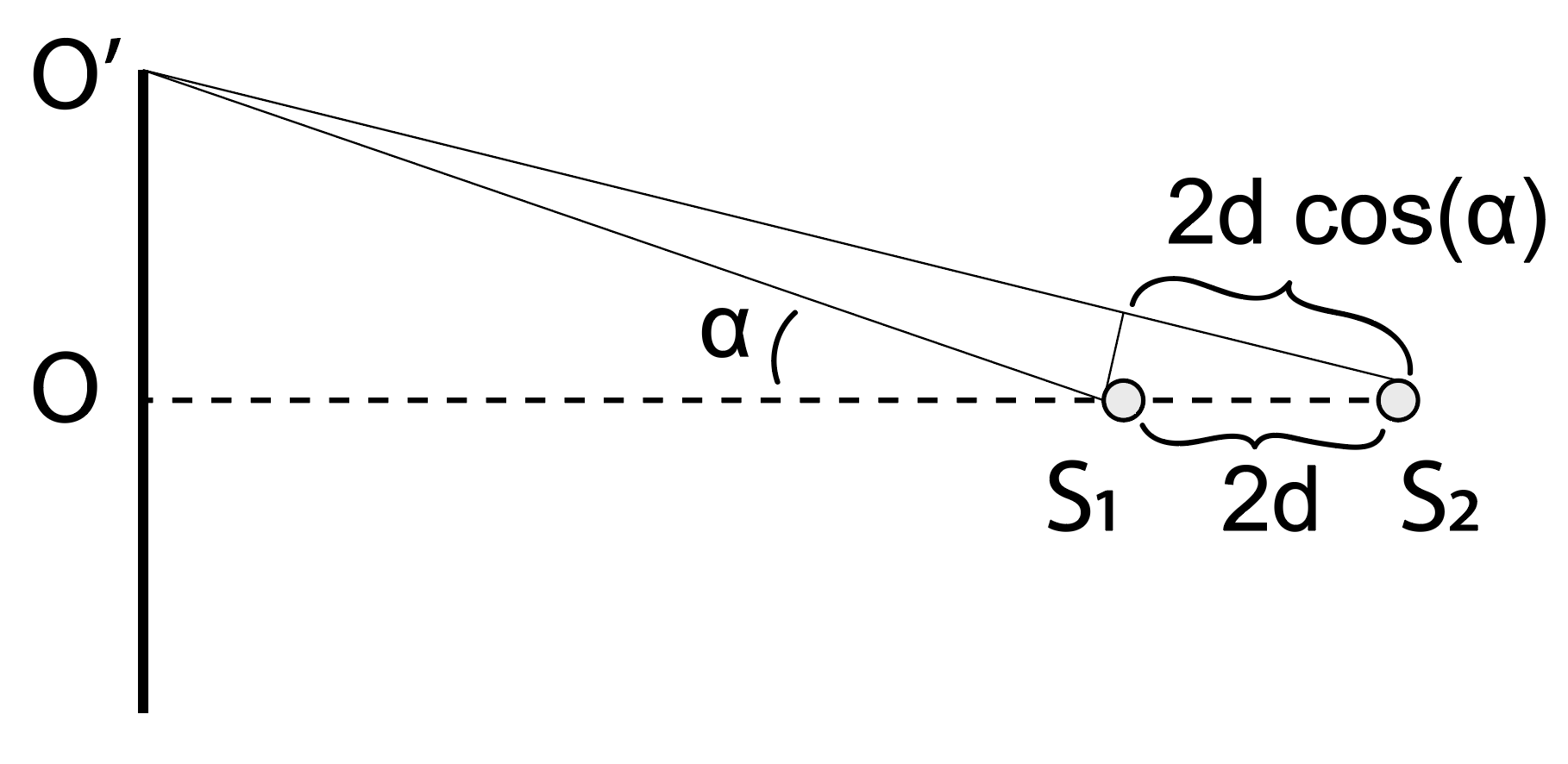
Иллюстрация разности фаз в интерферометре Майкельсона

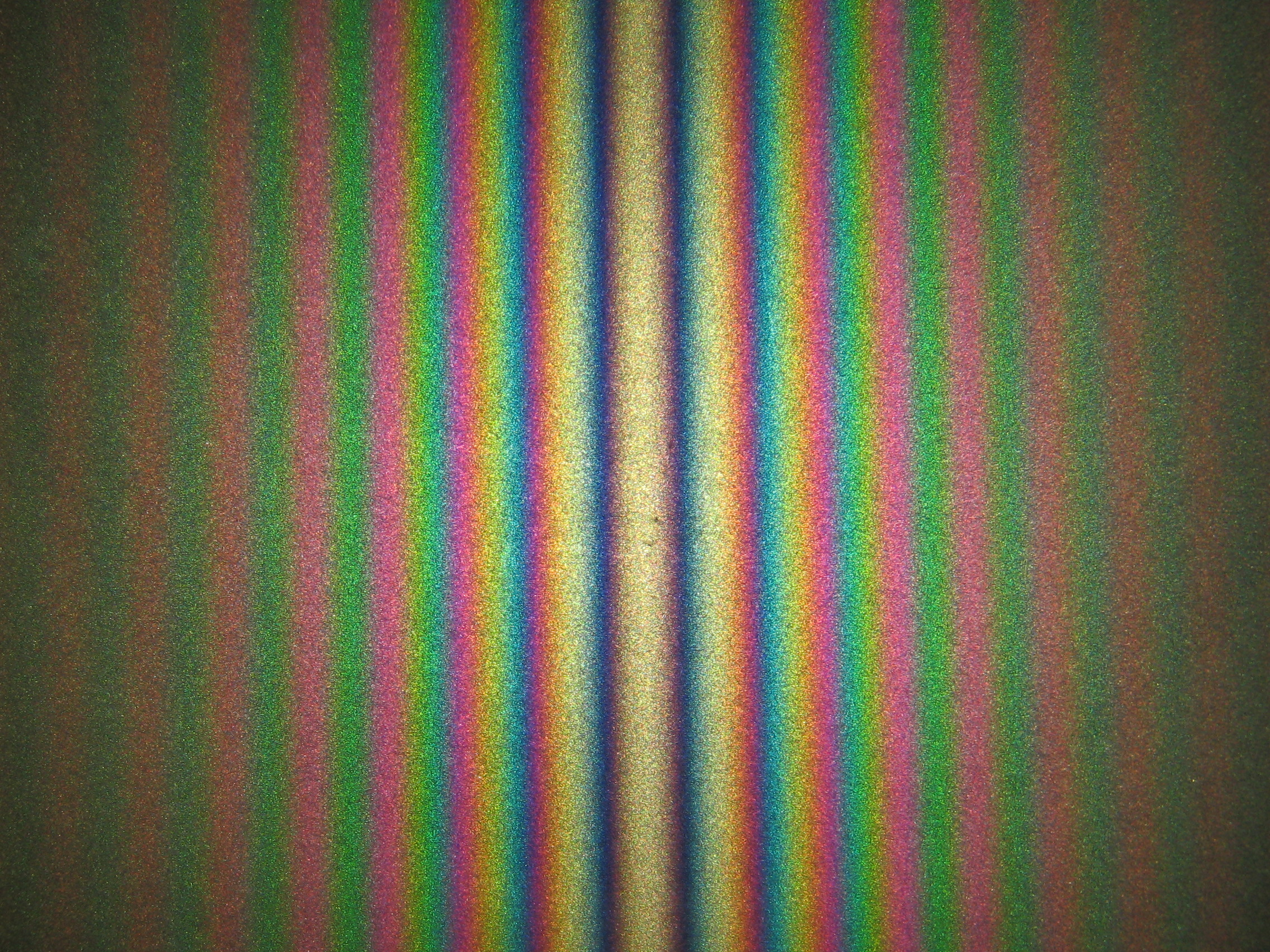
Интерференционная картина, полученная при помощи интерферометра c зеркалами под углом около 90°

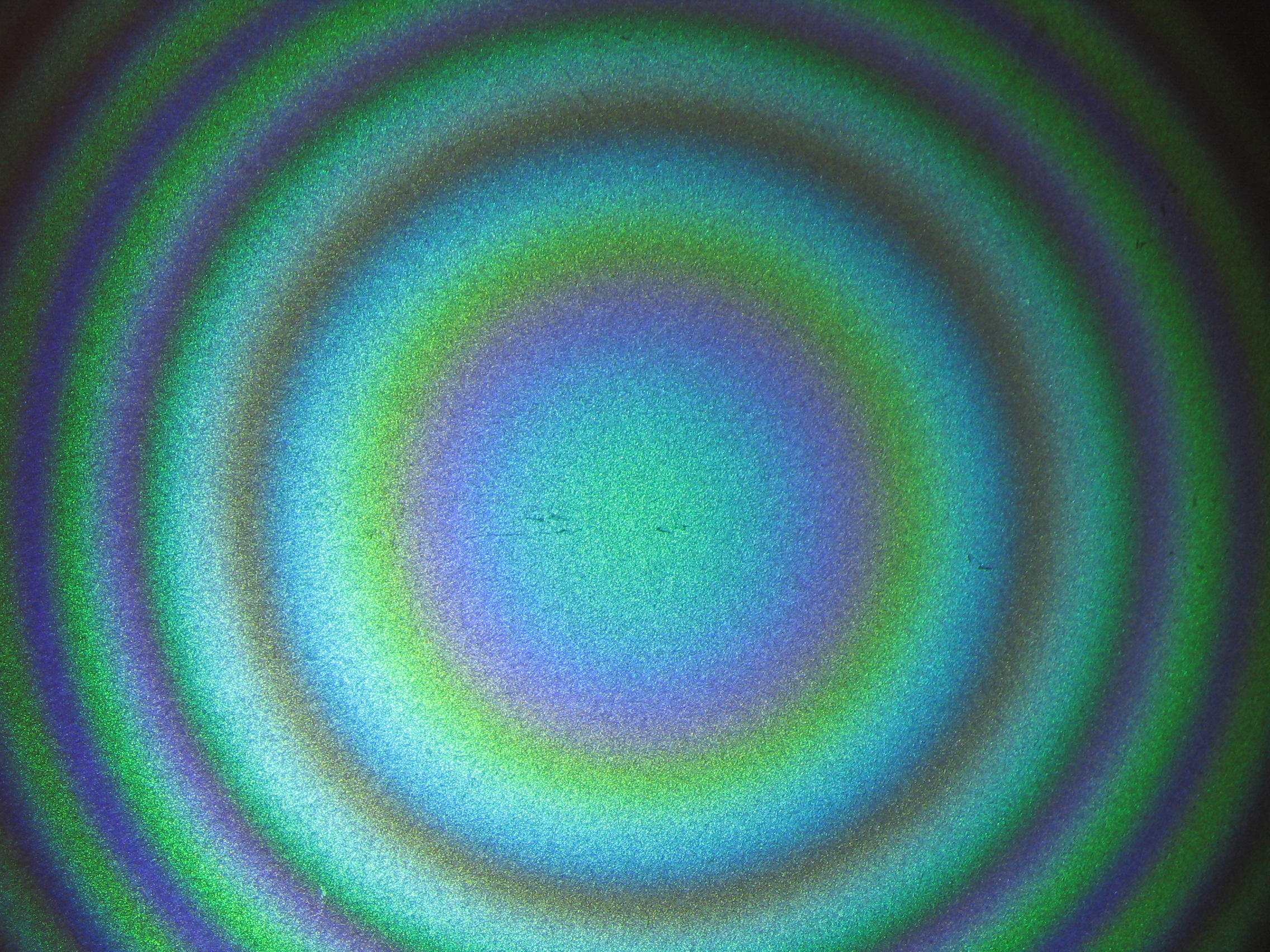
Интерференционная картина, полученная при помощи интерферометра со строго перпендикулярными зеркалами

Интерферометр Майкельсона имеет две конфигурации:
- Зеркала интерферометра установлены строго перпендикулярно друг другу;
- Зеркала интерферометра установлены не строго перпендикулярно друг другу.

### Строго перпендикулярные зеркала
Интерференционная картина имеет вид равномерно окрашенного поля, или концентрических колец при небольшом различии в плоскостности зеркал в плечах интерферометра. Если длина хода лучей в плечах интерферометра имеет переменное отклонение в несколько длин волн, то возникает эффект, используемый в Фурье-спектрометре, когда период синусоидальной модуляции, то есть спектральная освещённость поля интерференции, будет изменяться в зависимости от длины волны источника излучения и разности хода лучей в плечах интерферометра, например, спектральная освещённость поля интерференции будет максимальная, когда разность хода в плечах будет кратна длине волны.
Разность фаз {\displaystyle \Delta \varphi }, пришедшая в центральную точку O в этом случае будет равна {\displaystyle 2kd}, где {\displaystyle k={\frac {2\pi }{\lambda }}} - волновой вектор, 2d -- геометрическая разность пути, где d -- разность расстояний от полупрозрачного зеркала до зеркал M1 и M2. Разность фаз, пришедшая в точку O' , будет равна 
{\displaystyle \Delta \varphi =2kd\cos(\alpha )}
где угол {\displaystyle \alpha } показан на рисунке. Для того, чтобы разность фаз изменилась на {\displaystyle 2\pi }, а угол {\displaystyle \alpha } оставался малым, необходимо, чтобы расстояние d значительно превышало длину волны, то есть происходит наблюдение высоких порядков интерференции.

### Не строго перпендикулярные зеркала
Интерференция имеет вид полос, ориентация которых зависит от величины отклонения угла падения (отражения) пучков лучей на зеркала от падения (отражения) по нормали.